# На перекрёстке
На перекрёстке — советский рисованный мультфильм, который создал режиссёр Николай Фёдоров на студии «Союзмультфильм» в 1958 году.
Современная сказка о том, как Светофор и дорожные знаки научили школьника Гену соблюдать правила уличного движения. Для детей.

## Сюжет
Мультфильм учит детей соблюдать правила дорожного движения.
Дождавшись окончания школьных уроков мальчик Гена радостно бежит по тротуару, пиная консервную банку. Когда банка вылетает на проезжую часть, он не задумываясь о последствиях выбегает за ней на дорогу, провоцируя аварию. Дорожные знаки не смогли терпеть такого поведения мальчишки и преподали ему урок…

## Создатели
| Режиссёр                  | Николай Фёдоров |
| Автор сценария            | Георгий Кушниренко |
| Консультант               | майор милиции Т.Веселовская |
| Художники-постановщики    | Владимир Арбеков, Валентина Василенко |
| Художники-мультипликаторы | Лидия Резцова, Фаина Епифанова, Кирилл Малянтович, Борис Бутаков, Михаил Ботов, Дмитрий Белов, Ольга Столбова, Татьяна Фёдорова, Борис Чани, Сергей Степанов, |
| Художники-декораторы      | Дмитрий Анпилов, Пётр Коробаев |
| Оператор                  | Нина Климова |
| Композитор                | Карен Хачатурян |
| Звукооператор             | Николай Прилуцкий |
| Монтажёр                  | Лидия Кякшт |

- Создатели приведены по титрам мультфильма.

## Фестивали и награды
- 1959 — Медаль и диплом на МКФ в Белграде (Югославия).[1]